# Dendroseris berteroana
Dendroseris berteroana es una especie de planta, originaria únicamente de las Islas Juan Fernández de la zona sudeste del Pacífico, alejada de la costa de Chile, que es hogar de la famosa Juania australis y muchas otras plantas endémicas fascinantes.
- Advertencia: Estudios moleculares recientes[2][3] han conducido a incluir el género Dendroseris en un nuevo concepto ampliado del género Sonchus y, consecuentemente, considerarlo, con todas sus especies, como un mero subgénero de Sonchus, el taxón Dendroseris bertoroana pasando a denominarse Sonchus berteroanus.[4][5][6]

## Descripción
Está amenazada por el pastoreo de los animales salvajes y la propagación de malas hierbas introducidas.
Las islas han sido designadas como un parque nacional y reserva de la biosfera y el trabajo se lleva a cabo por CONAF para salvar las plantas nativas.

## Taxonomía
Dendroseris berteroana fue descrita por Joseph Decaisne como Rea berteriana en 1833 y trasladado al género Dendroseris por William Jackson Hooker et George Arnott Walker Arnott como D. berteriana y publicado en Companion to the Botanical Magazine, 1: 32, 1835.
Sinonimia
- Dendroseris pinnata var. insignis Bertero ex Skottsb.
- Dendroseris berteriana (Decne.) Hook. & Arn.
- Phoenicoseris berteroana (Decne.) Skottsb.
- Rea berteroana Decne.
- Rea beteriana Decne. - basiónimo
- Rea pinnata var. insignis Bertero[8]